# Стрілянина у Хабікіно
Стрілянина у Хабікіно — масове вбивство, що сталося 12 січня 2010. Злочинець — 49 річний Ясухіса Суґіура відчинив стрілянину в місцевому барі, вбивши трьох осіб, у тому числі свою тещу. Подібні злочини дуже рідкісні в сучасній Японії.

## Ясухіса Суґіура
Ясухіса Суґіура був звичайним японським службовцем. Він був одружений, але шлюб був невдалим.

## Стрілянина
12 січня 2010 Ясухіса Суґіура прийшов в бар, щоб обговорити з тещею, 66-річною Йошіко Танака майбутнє розлучення. Його дружина імовірно також була серед відвідувачів. Після розмови він пішов, але незабаром повернувся, озброєний гвинтівкою і почав стріляти. Його теща та 23-річний працівник бару, Тацуя Фукуї, загинули миттєво, 49-річний орендодавець бару Хірото Уехара помер незабаром після трагедії. Свідки чули три або чотири постріли, на підлозі залишилася кров. Після це Суґіура вийшов з бару і застрелився, ставши четвертою жертвою стрілянини.